# Louis Leroy (Missionar)
Louis Leroy OMI (* 8. Oktober 1923 in Ducey, Département Manche, Frankreich; † 18. April 1961 in Ban Pha, Provinz Xieng Khouang, Laos) war ein französischer Oblate der Makellosen Jungfrau Maria. Er ist ein Seliger der katholischen Kirche.

## Leben
Louis Leroy wurde in eine Bauernfamilie in der Normandie geboren. Im Alter von 25 Jahren trat er in das Noviziat der Oblaten in  La Brosse-Montceaux ein. 1955 entsandte ihn sein Orden als Missionar nach Laos. Nach seiner Ankunft im November 1955 wurde er mit der Mission in Xieng Khouang beauftragt. Er erlernte die laotische Sprache und war von 1957 an Seelsorger in Ban Pha. Am 18. April 1961 erlitt er das Martyrium.

## Seligsprechung
Der Seligsprechungsprozess für Louis Leroy OMI wurde – zusammen mit dem für 14 weitere Märtyrer – 2008 eingeleitet. Postulator war P. Roland Jacques OMI.
Am 11. Dezember 2016 wurde Louis Leroy mit 16 anderen Märtyrern in Vientiane von Kardinal Orlando Quevedo OMI seliggesprochen.